# Кутьино (городской округ Подольск)
Кутьино — деревня в городском округе Подольск Московской области России. 
До 2015 года входила в состав сельского поселения Дубровицкое Подольского района; до середины 2000-х — в Дубровицкий сельский округ.

## Население
Согласно Всероссийской переписи, в 2002 году в деревне проживало 23 человека (11 мужчин и 12 женщин). По данным на 2005 год в деревне проживало 7 человек.

## Расположение
Деревня Кутьино расположена примерно в 6 км к западу от центра города Подольска. Ближайшие населённые пункты — деревни Жарково и Лемешово. Рядом с деревней Кутьино река Моча впадает в Пахру.

## Улицы
В деревне Кутьино расположено шесть улиц:
- Даниловская улица
- Дорожная улица
- Мирная улица
- Новая улица
- Садовая улица
- Солнечная улица